# Sisyrophanus pyrrhocerus
Sisyrophanus pyrrhocerus är en tvåvingeart som beskrevs av Mario Bezzi 1912. Sisyrophanus pyrrhocerus ingår i släktet Sisyrophanus och familjen svävflugor. Inga underarter finns listade i Catalogue of Life.